# Dichochrysa birungana
Dichochrysa birungana is een insect uit de familie van de gaasvliegen (Chrysopidae), die tot de orde netvleugeligen (Neuroptera) behoort. 
Dichochrysa birungana is voor het eerst wetenschappelijk beschreven door Navás in 1924.